# Ella Halvarsson
Ella Halvarsson (* 22. Oktober 1999 in Borlänge, Dalarnas län) ist eine schwedische Biathletin und Skilangläuferin. Sie wurde 2025 Vizeweltmeisterin im Einzel.

## Sportliche Laufbahn

### Skilanglauf
Ella Halvarsson nimmt bereits seit 2015 an ausschließlich nationalen Wettkämpfen der FIS teil und repräsentiert dort den Skiclub Mora. Dabei nahm sie zunächst an Wettkämpfen auf Juniorenebene teil, wo es im Sommer 2017 zweimal auf das Podest ging. 2019 und 2020 häuften sich ihre Teilnahmen bei FIS-Rennen, wobei als beste Platzierung ein neunter Platz zu Buche steht. Ihr schlechtestes Ergebnis auf dieser Wettkampfebene war ein 31. Platz über zehn Kilometer, wobei dieses Rennen mit Athleten wie Jonna Sundling und Ebba Andersson sehr stark besetzt war. Im Dezember 2022 trat die Schwedin auch erstmals im Scandinavian Cup an und schloss ihr erstes Rennen, einen Sprint, als 52. von 78 Startern ab.

### Biathlon
Ihre ersten internationalen Erfahrungen im Biathlon sammelte Halvarsson bei den Jugendweltmeisterschaften 2018 und gewann mit Amanda Lundström und Elvira Öberg auf Anhieb die Goldmedaille im Staffelrennen, wobei sich Öberg im Zielsprint per Fotofinish gegen die Finnin Heidi Nikkinen durchsetzte. 2020 nahm sie erneut an der Junioren-WM teil, zudem konnte sie im IBU-Junior-Cup eine Supersprintqualifikation gewinnen, fiel aber im Wettkampf auf den 18. Platz zurück. Im Winter 2020/21 startete Halvarsson von Beginn an im IBU-Cup und überraschte mit sehr starken Ergebnissen. So errang sie im Januar am Arber einen achten und einen fünften Rang im Sprint, an der Seite Gabriel Stegmayrs sprang ein weiterer fünfter Platz heraus. Auch die Europameisterschaften verliefen mit Position 6 im Einzel hervorragend, am Saisonende waren zwei weitere Top-10-Ergebnisse in Sprint und Staffel zu verzeichnen. In der Folgesaison konnte die Schwedin kein Resultat unter den besten Zehn erzielen, klassierte sich aber mit wenigen Ausnahmen immer in den Top 20. Auch 2022/23 lief sie alle Stationen des IBU-Cup und erzielte auf der Pokljuka, in Osrblie und Obertilliach Top-Zehn-Ergebnisse. Das beste Ergebnis kam aber im letzten Rennen der Saison, im Verfolger von Canmore leistete sie sich keinen Fehlschuss und holte fast zwei Minuten Rückstand sowie 17 Plätze auf, um das erste Mal auf ein Podest auf Seniorenebene zu steigen. Da Stina Nilsson krankheitsbedingt absagte, bekam Halvarsson bei ihrem Heimweltcup in Östersund ihre erste Chance, einen Wettkampf auf der höchsten Ebene zu bestreiten. Dort traf die Schwedin im Einzel 19 Scheiben und klassierte sich als 33., womit sie im ersten Rennen sofort Weltcuppunkte gewann.
Im Winter 2023/24 bekam Halvarsson keinen Weltcupeinsatz, sondern startete durchgehend auf der zweiten Ebene. Dabei überzeugte sie vor allem zu Saisonbeginn in Kontiolahti und Idre mit drei vierten Plätzen sowie einem weiteren Podestplatz. Konstante Ergebnisse in den Punkterängen führten schließlich zum zehnten Platz der IBU-Cup-Wertung, die Europameisterschaften endeten ohne nennenswerten Erfolg. Für die Folgesaison wurde die Schwedin in die Nationalmannschaft aufgenommen. Überraschend kam dennoch, dass sie für das eröffnende Rennen der Saison 2024/25, die Single-Mixed-Staffel von Kontiolahti, von den schwedischen Trainern aufgestellt wurde. Dabei lief sie an der Seite von Sebastian Samuelsson und konnte den Wettkampf sofort gewinnen. Ihre starke Form bestätigte Halvarsson vier Tage später im verkürzten Einzelwettkampf, als sie trotz eines Schießfehlers – mit zwölf Sekunden Rückstand auf die am Schießstand fehlerfrei gebliebene Siegerin Lou Jeanmonnot – den zweiten Platz belegte. Im Verlauf der ersten Saisonhälfte ließ sie zwei weitere Top-10-Ergebnisse folgen, außerdem siegte sie in Antholz erstmals in einer Frauenstaffel. Überzeugend verliefen auch die Weltmeisterschaften 2025 in der Lenzerheide: Nach zwei neunten Plätzen in Sprint und Verfolgung traf die Schwedin im Einzel alle zwanzig Scheiben und gewann hinter Julia Simon die Silbermedaille, wenige Tage später folgte mit Anna Magnusson, Hanna und Elvira Öberg Bronze im Staffelrennen. Im letzten Trimester konnte sie gesundheitsbedingt nicht mehr alle Wettkämpfe bestreiten und fiel in der Gesamtwertung vom zwölften auf den 18. Rang zurück.

## Persönliches
Halvarsson stammt aus Torsby, lebt aber wie alle schwedischen Biathleten am Stützpunkt in Östersund.

## Statistiken

### Weltcupsiege
| Nr. | Datum         | Ort         | Disziplin              |
| --- | ------------- | ----------- | ---------------------- |
| 1.  | 30. Nov. 2024 | Kontiolahti | Single-Mixed-Staffel 1 |
| 2.  | 26. Jan. 2025 | Antholz     | Staffel 2              |

### Weltcupplatzierungen
Die Tabelle zeigt alle Platzierungen (je nach Austragungsjahr einschließlich Olympische Spiele und Weltmeisterschaften).
- 1.–3. Platz: Anzahl der Podiumsplatzierungen
- Top 10: Anzahl der Platzierungen unter den ersten zehn (einschließlich Podium)
- Punkteränge: Anzahl der Platzierungen innerhalb der Punkteränge (einschließlich Podium und Top 10)
- Starts: Anzahl gelaufener Rennen in der jeweiligen Disziplin
- Staffel: inklusive Mixed- und Single-Mixed-Staffeln

| Platzierung               | Einzel | Sprint | Verfolgung | Massenstart | Staffel | Gesamt |
| ------------------------- | ------ | ------ | ---------- | ----------- | ------- | ------ |
| 1. Platz                  |        |        |            |             | 2       | 2      |
| 2. Platz                  | 1      |        |            |             |         | 1      |
| 3. Platz                  |        |        |            |             | 1       | 1      |
| Top 10                    | 2      |        | 1          |             | 4       | 7      |
| Punkteränge               | 3      | 4      | 3          | 4           | 4       | 18     |
| Starts                    | 4      | 7      | 4          | 4           | 4       | 23     |
| Stand: Saisonende 2024/25 |        |        |            |             |         |        |

### Weltcupwertungen
Ergebnisse bei Weltcups (Disziplinen- und Gesamtweltcup) gemäß Punktesystem.
| Saison  | Einzel | Einzel | Sprint | Sprint | Verfolgung | Verfolgung | Massenstart | Massenstart | Gesamt | Gesamt |
| Saison  | Platz  | Punkte | Platz  | Punkte | Platz      | Punkte     | Platz       | Punkte      | Platz  | Punkte |
| ------- | ------ | ------ | ------ | ------ | ---------- | ---------- | ----------- | ----------- | ------ | ------ |
| 2022/23 | 59.    | 8      | –      | –      | –          | –          | –           | –           | 81.    | 8      |
| 2024/25 | 6.     | 109    | 35.    | 78     | 25.        | 98         | 22.         | 82          | 18.    | 367    |

### Biathlon-Weltmeisterschaften
Ergebnisse bei den Weltmeisterschaften:
| Weltmeisterschaften | Weltmeisterschaften | Einzelwettbewerbe | Einzelwettbewerbe | Einzelwettbewerbe | Einzelwettbewerbe | Staffelwettbewerbe | Staffelwettbewerbe | Staffelwettbewerbe |
| Jahr                | Ort                 | Einzel            | Sprint            | Verfolgung        | Massenstart       | Frauenstaffel      | Mixedstaffel       | S.-M.-Staffel      |
| ------------------- | ------------------- | ----------------- | ----------------- | ----------------- | ----------------- | ------------------ | ------------------ | ------------------ |
| 2025                | Lenzerheide         | 2.                | 9.                | 9.                | 17.               | 3.                 | –                  | 5.                 |

### Jugend-/Juniorenweltmeisterschaften
Halvarsson nahm 2018 an den Jugend- und ab 2020 an den Juniorenwettkämpfen teil.
| Weltmeisterschaften | Weltmeisterschaften | Einzelwettbewerbe | Einzelwettbewerbe | Einzelwettbewerbe | Damenstaffel |
| Jahr                | Ort                 | Einzel            | Sprint            | Verfolgung        | Damenstaffel |
| ------------------- | ------------------- | ----------------- | ----------------- | ----------------- | ------------ |
| 2018                | Otepää              | 16.               | 75.               | –                 | 1.           |
| 2020                | Lenzerheide         | 35.               | 19.               | 8-                | 11.          |
| 2021                | Obertilliach        | 15.               | 13.               | 5.                | 11.          |